# Đuôi cứng
Đuôi cứng (tên khoa học: Certhia discolor) là một loài chim trong họ Certhiidae.